# Gabriel d'Oilliamson
Marie Gabriel Eléonore, « comte d'Oilliamson », « marquis de Courcy, vicomte de Coulibœuf », né en 1738, mort à Falaise le 10 janvier 1830, est un général français.

## Biographie
Sous-lieutenant dans un régiment de dragons à l'âge de seize ans, il y devint capitaine, prit part à toutes les campagnes de la guerre de Sept Ans, durant laquelle il se distingua et reçut la croix de Saint-Louis en 1770.
Il fut nommé après la guerre sous-lieutenant, puis lieutenant des gardes du corps dans la compagnie de Luxembourg. 
Maréchal de camp en 1788, il se montra un partisan zélé de la monarchie au début de la Révolution et fut un des principaux agents de la tentative de coalition organisé à Caen en 1791.
Après son échec, il émigra et rejoignit l'armée des princes. Il fut nommé adjudant-général du comte de Provence, futur Louis XVIII, pour la campagne de 1792.
Il passa ensuite en Angleterre, obtint le commandement d'un corps noble d'émigrés pour les expéditions de Quiberon et de l'Île d'Yeu. Chargé de constituer à Guernesey le corps d'émigrés, il refuse de prendre le commandement de l'expédition de Quiberon qu'il désapprouve, mais il y participe néanmoins et y est blessé.
Arrêté à Paris en 1798, il est enfermé au Temple et ne retrouve la liberté qu'après la paix d'Amiens.
Il refuse de servir sous Bonaparte et vit dans la retraite jusqu'à la Restauration en se consacrant à la terre de Saint-Germain-Langot qu'il détenait de son épouse.
À la Restauration, il fut un des fondateurs de l'association paternelle des chevaliers de Saint-Louis, et concourut de tout son pouvoir au triomphe de la cause royale.
Il est fait commandeur en 1814, puis grand-croix en 1825 de l'ordre de Saint-Louis, ainsi que commandeur de l'ordre du Phénix de Hohenlohe.
Il est le frère de Thomas Gabriel François d'Oilliamson (09/10/1740-1799), dit Gabriel Varon, lieutenant-colonel du second régiment des carabiniers de Monsieur frère du roi, major-général de l'armée de Frotté et commandant en second de l'Armée catholique et royale de Normandie, qui fut fusillé par les républicains.

## Publications
- Réflexions sur les émigrés rentrés en France (Paris, 1819, in-8°) ;
- Des émigrés et de leurs prétendus créanciers dans la loi